# 8 avril 1964
Le mercredi 8 avril 1964 est le 99e jour de l'année 1964.

## Naissances
- Nathalie Bastianelli, entrepreneure sociale et conférencière française ;
- Bonil, caricaturiste équatorien ;
- Laudo Ferreira Jr., auteur de bande dessinée brésilien ;
- John McGinlay, joueur de football international écossais ;
- Massimo Mariotti, entraineur et ancien joueur italien de rink-hockey ;
- Biz Markie, rappeur, disc jockey, acteur et producteur américain ;
- Andrew Maynard, boxeur américain ;
- Dordi Nordby, joueuse norvégienne de curling ;
- Danielle St-Amand, personnalité politique canadienne ;
- Katherine Salosny, actrice chilienne ;
- Gaspare Spatuzza, criminel italien ;
- Janne Teller, écrivain danoise.

## Décès
- Erwin Engelbrecht (né le 12 novembre 1891), général allemand ;
- Germaine Martinelli (née le 30 septembre 1887), chanteuse d'opéra française ;
- Agustí Montal Galobart (né en 1906), chef d'entreprise espagnol.